# Slot Heemstede

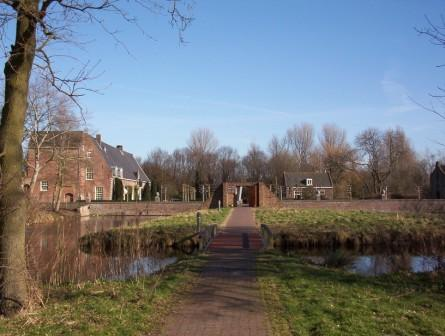
Oude Slot, Heemstede

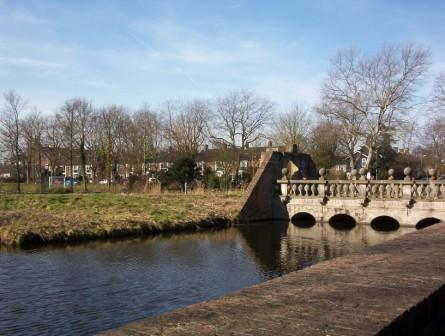
Pons Pacis, ou "Ponte da Paz", Oude Slot, Heemstede

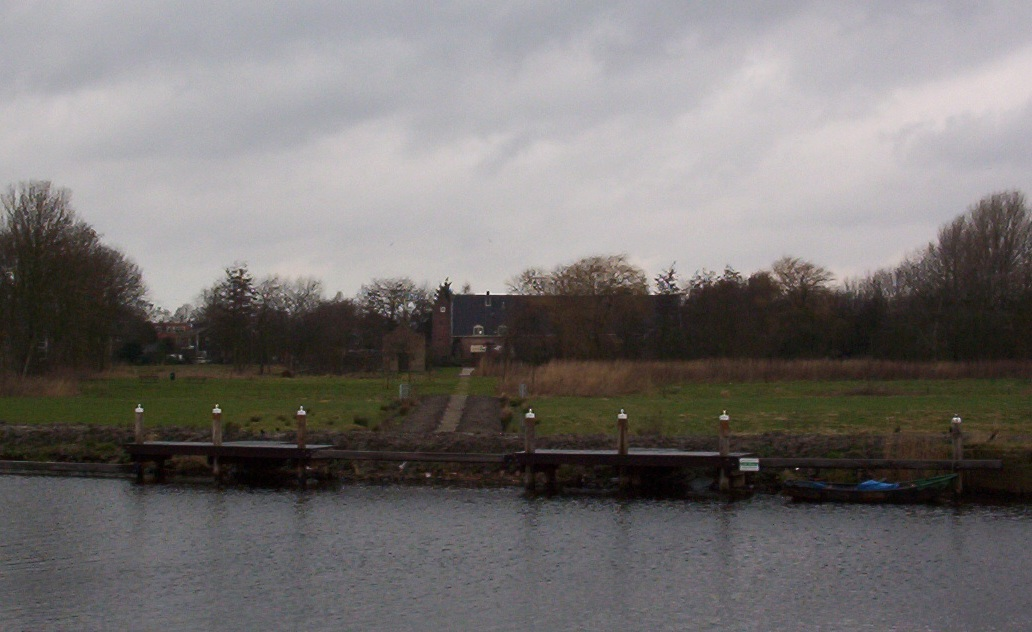
Passeio de barco no Ringvaart

O Slot Heemstede é uma propriedade localizada em Heemstede nos Países Baixos. A propriedade abrigava o velho castelo Heerlijkheid Heemstede, ou Huis te Heemstede, daí o seu nome, que em português significa "local do Heemstede".
A propriedade situa-se em uma posição estratégica, no leito do rio Spaarne, no lago Haarlem.

## História
O castelo foi construído em 1280 por Dirk van Hoylede, da região de Vlaardingen. Construído, destruído e reconstruído ao longo dos anos, foi definitivamente demolido em 1810, após anos de negligência. A monumental casa do porteiro 'Nederhuys', construída em 1630, permanece intacta assim como as fundações da Idade Média.

## Adrian Pauw
O mais famoso proprietário do castelo foi Adrian Pauw, que o comprou em 1620. Ele participou da peça de teatro "Treaty of Munster", e construiu a ponte Pons Pacis em homenagem ao espetáculo.